# Friedrich August Wolf

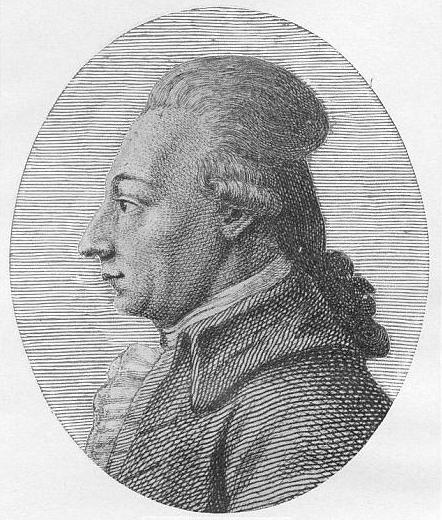
Friedrich August Wolf

Fryderyk August Wolf (ur. 15 lutego 1759, zm. 8 sierpnia 1824) – niemiecki filolog, podniósł kwestię autorstwa Iliady i Odysei.